# فيروس إنفلونزا ج
فيروسات الإنفلونزا ج هي أحد أجناس فيروس أورثوميكوفيريداي. و فيروسات الإنفلونزا ج تضم نوع واحد وهو الفيروس ج الذي تصيب البشر والخنازير. الإنفلونزا الناتجة من الفيروس ج هي نادرة الحدوث مقارنة بكل من فيروس الإنفلونزا أ وب. و يحتوي الفيروس ج على 7 أجزاء من الرنا تشفر 9 بروتينات بينما يتكون كل من فيروس أ وب من 8 أجزاء من الرنا تشفر 11 بروتين.